# Jovino Fernández Díaz
Jovino Fernández Díaz (Astúries, 1898- Paterna, 1939) va ser l'alcalde-president del Consell Municipal de Xàtiva durant la Guerra Civil.
De professió ferroviari, havia arribat a Xàtiva per motius de treball. Afiliat al PSOE i a la UGT, va començar la seua carrera política el 1936 en entrar a formar part de la Comissió Gestora de l'Ajuntament de Xàtiva que es creà el febrer de 1936, essent alcalde Vicent Parra. Elegit president del Consell Municipal de Xàtiva, exercí aquest càrrec fins al 30 de març de 1939, data en què entrega l'Ajuntament de Xàtiva a una comissió de la Falange i es reincorporà al seu lloc de treball a l'estació de trens de Xàtiva. Poc després va ser detingut i portat a la presó de Xàtiva on es trobaven altres republicans. Jutjat el 15 de juliol en juí sumaríssim, va ser condemnat a mort, igual que ho havien estat la majoria dels seus companys de presó durant els judicis previs. En la seua defensa al·lega que havia sanejat econòmicament l'ajuntament i que havia evitat moltes morts (hi ha documentació al respecte que recolza les afirmacions de Fernández). Després de ser traslladat a la presó de Sant Miquel dels Reis, prop de València, fou afusellat el 28 de juliol de 1939 a Paterna.